# یواس‌اس اشپانگنبرگ (دی‌ئی-۲۲۳)
یواس‌اس اشپانگنبرگ (دی‌ئی-۲۲۳) (به انگلیسی: USS Spangenberg (DE-223)) یک کشتی بود که طول آن ۳۰۶ فوت (۹۳ متر) بود. این کشتی در سال ۱۹۴۳ ساخته شد.